# Дом Анаксагорова
Дом Анаксагорова — дом, в котором жила семья Ульяновых в 1876—1877 гг. Построен в середине 1860-х гг. С 1974 года — объект культурного наследия федерального значения. Расположен в Ульяновске на улице Ленина, дом 90. В доме размещается музей городского быта «Симбирск конца XIX — начала XX века», филиал ГИМЗ «Родина В. И. Ленина».

## История
Деревянный одноэтажный дом. Построен в середине 1860-х гг. В разные периоды усадьбой владели: губернский секретарь, помещик Н. Б. Бестужев (до 1858 г.), жена штабс-капитана Ю. П. Самойлова (1858—1869), священник Симбирского кафедрального собора протоиерей И. А. Анаксагоров (1869—1900), вдова священника Анаксагорова (1900—1917). В этом доме с лета 1876 г. до осени 1877 г. жила семья Ульяновых. В 1917 году все постройки на территории усадьбы были национализированы и отданы под коммунальное жильё. В 1963 году после капитального ремонта флигеля в здании разместилась городская библиотека № 5 им. М. И. Ульяновой, с 1997 г. — библиотека областной школы искусств для одарённых детей.
С 1999 года здесь размещается музей городского быта «Симбирск конца XIX — начала XX века» филиал Родина В. И. Ленина (музей-заповедник).
В 2024 году музей городского быта «Симбирск конца XIX — начала XX века» вошёл в число лучших музеев России.

### Охранный статус
Постановлением Совета Министров РСФСР от 04.12.1974 г. № 624 «О дополнении и частичном изменении Постановления Совета Министров РСФСР от 30 августа 1960 г. № 1327 «О дальнейшем улучшении дела охраны памятников культуры в РСФСР», Дом Анаксагорова, в котором жила семья Ульяновых в 1876 — 1877 гг., получил статус объект культурного наследия города Ульяновска федерального значения.

## Галерея

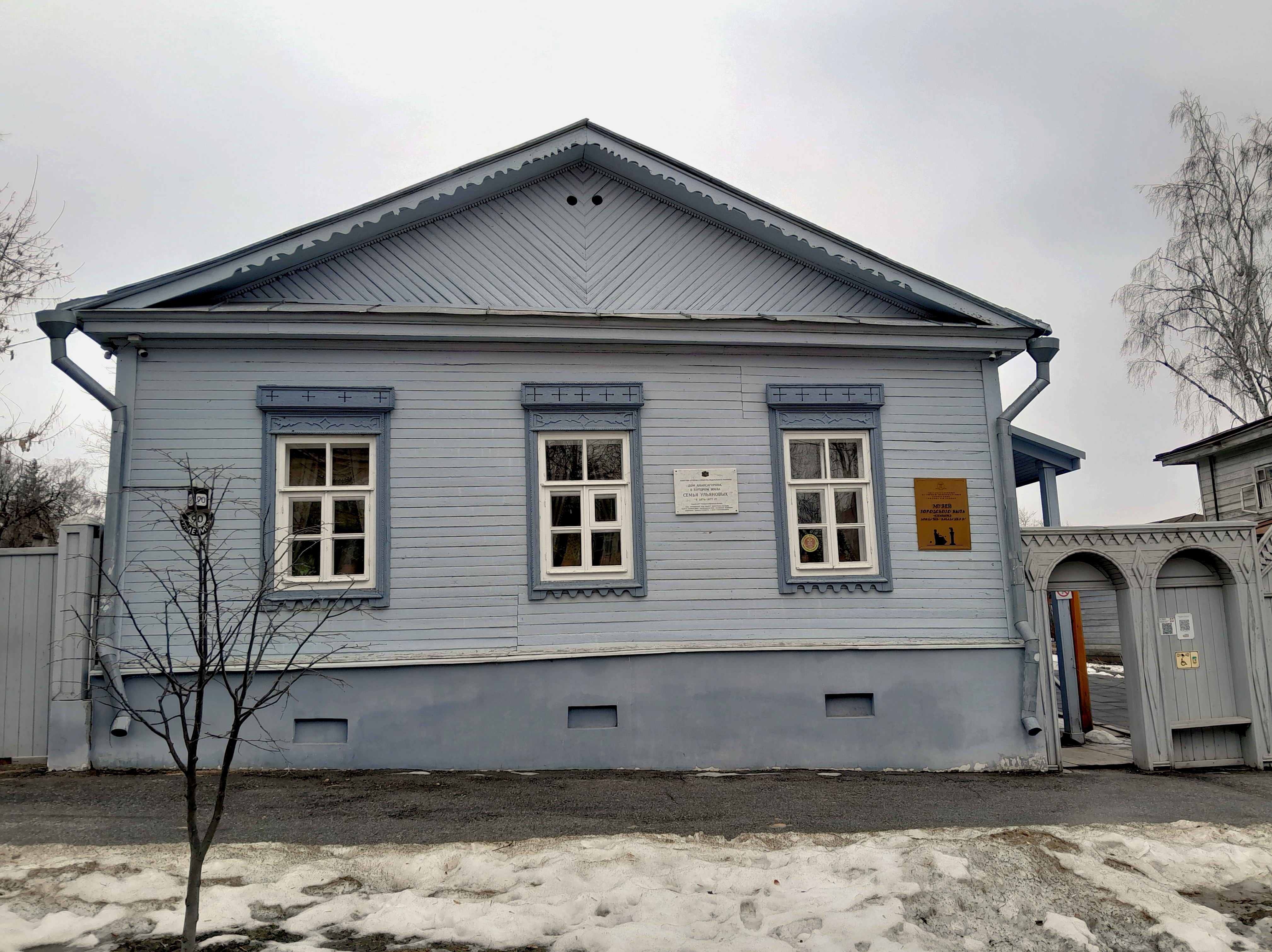
Дом Анаксагорова.
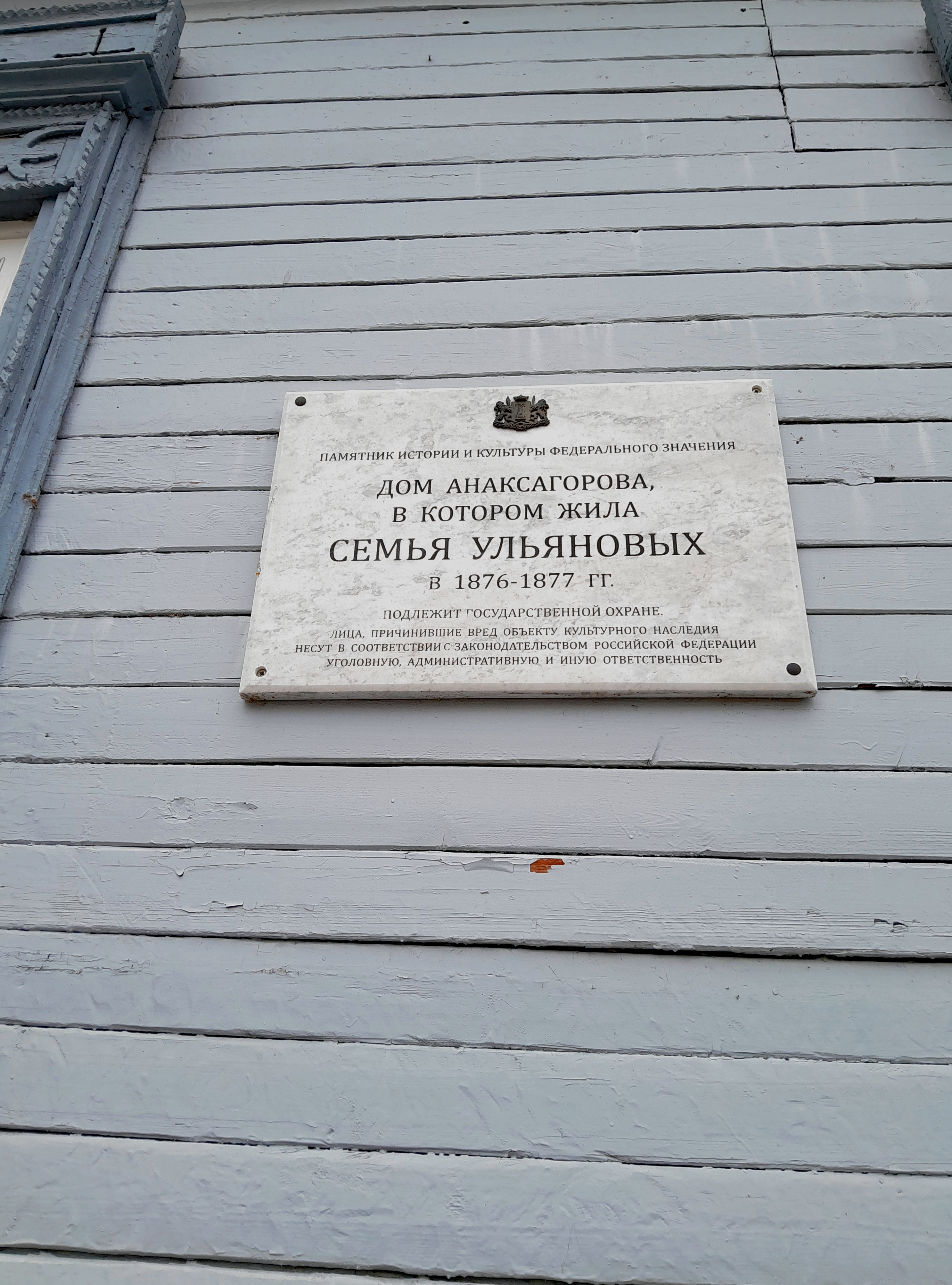
Мемориальная доска на доме Анаксагорова.
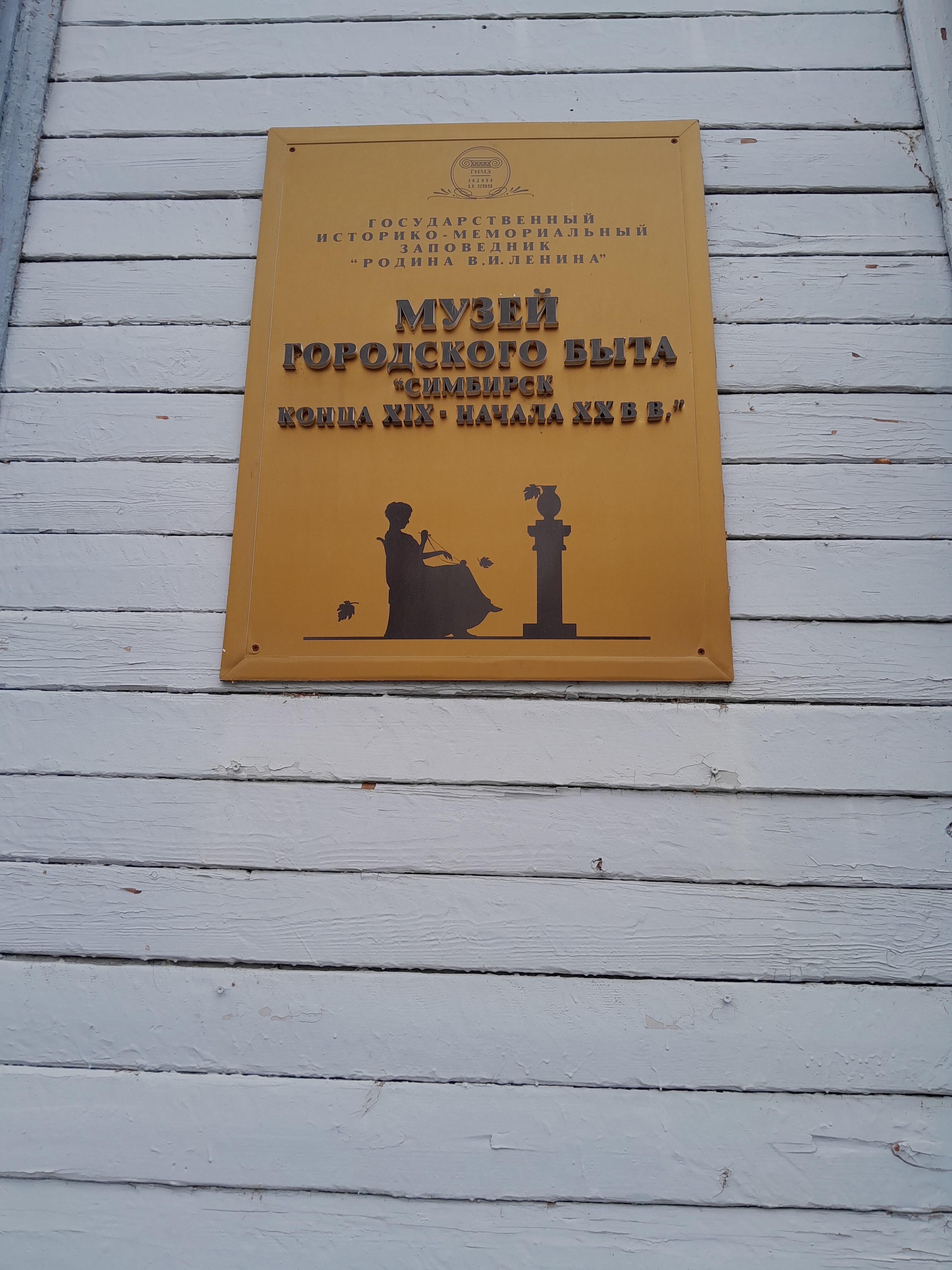
Музей городского быта «Симбирск конца XIX — начала XX вв.».
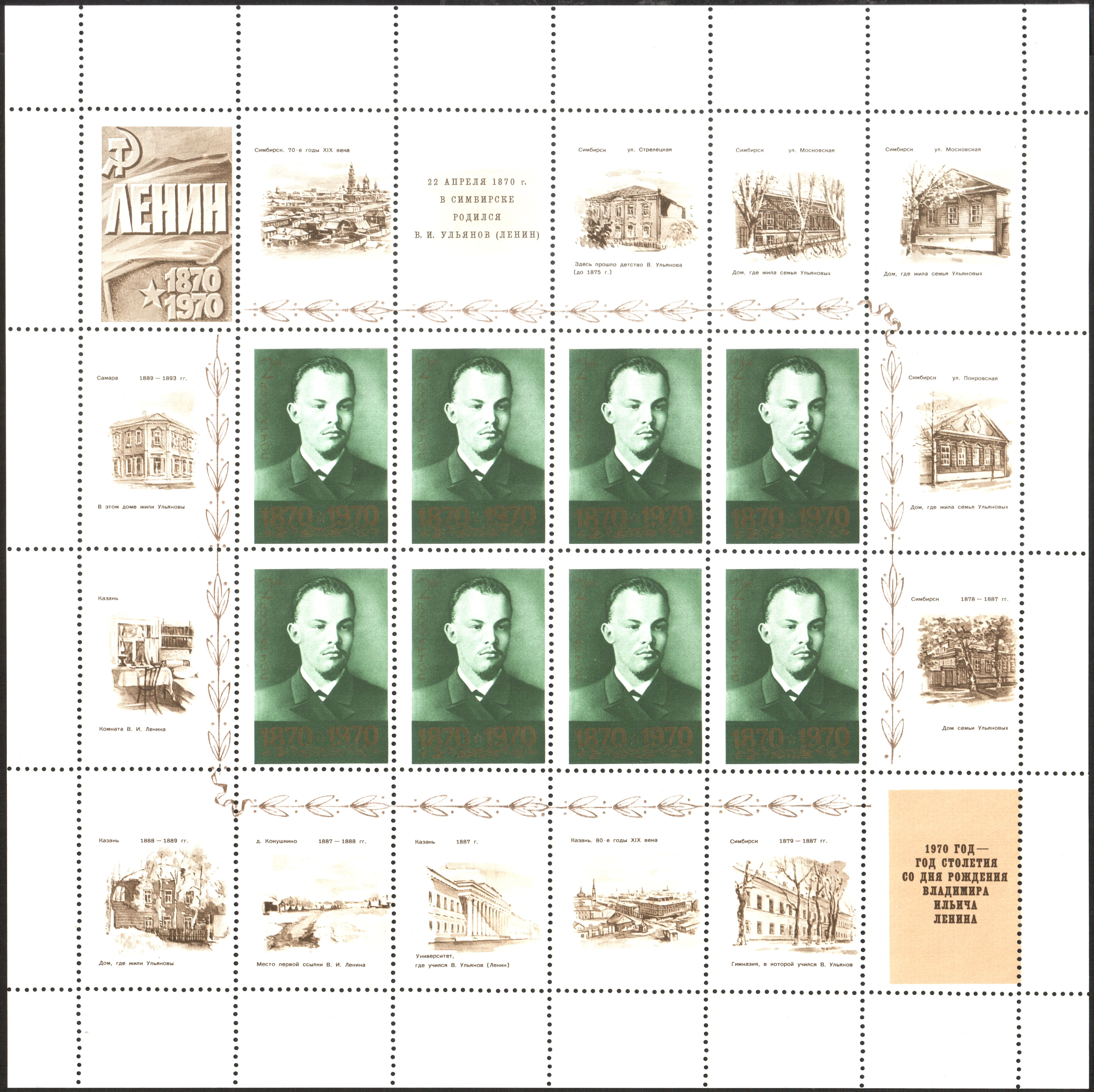
Малый лист. Почта СССР, 1970 г. На одном из купонов — Дом, где жила семья Ульяновых (Симбирск, ул. Московская).